# هلن شانل
هلن شانل (فرانسوی: Hélène Chanel‎؛ زادهٔ ۱۲ ژوئن ۱۹۴۱) بازیگر اهل فرانسه است. وی بین سال‌های ۱۹۵۹ تا ۱۹۷۷ میلادی فعالیت می‌کرد.
از فیلم‌هایی که وی در آنها نقش داشته‌است می‌توان به امور خانوادگی، مرگ دوبار در می‌زند، شیطان عاشق و راهبهٔ مونتزا اشاره کرد.